# Луций Кальпурний Пизон Фруги (претор 74 года до н. э.)
Лу́ций Кальпу́рний Пизо́н Фру́ги (лат. Lucius Calpurnius Piso Frugi; умер после 70 года до н. э.) — древнеримский политический деятель из знатного плебейского рода Кальпурниев Пизонов, претор 74 года до н. э. Как коллега по должности Гая Верреса всячески противодействовал деятельности последнего.

## Происхождение
Луций был представителем древнеримского рода Кальпурниев, который вёл своё начало от Кальпа, предполагаемого сына Нумы Помпилия. Первым известным носителем когномена «Фруги» (Frugi) был Луций Кальпурний Пизон Фруги, консул 133 года до н. э., получивший такое прозвище за «личную порядочность». Одним из троих, известных истории, внуков этого нобиля и был Луций Кальпурний, отцом которого являлся претор около 112 года до н. э., погибший в Дальней Испании в ходе подавления одного из мятежей.

## Биография
Луций начал свою гражданско-политическую деятельность с должности монетария Римской республики, которую он занимал, по одной из версий, в 90 году до н. э. В промежутке между 75 и 71 годами до н. э. Кальпурний привлёк к суду претория (бывшего претора) Публия Габиния за вымогательства в Ахайе и смог добиться его осуждения. В 74 году до н. э. Луций добился преторства, став praetor peregrinus: в этой должности опротестовал многие самоуправные решения своего коллеги Гая Верреса. Кроме того, известно, что в это же время Пизон Фруги неудачно защищал Гая Юния перед народным судом (впрочем, подробности этого дела неизвестны). Умер Луций, предположительно, после 70 года до н. э.

## Потомки
От брака с неизвестной женщиной имел сына, квестора 58 года до н. э., ставшего впоследствии первым зятем Марка Туллия Цицерона.